# الحركة اللافاعلة المستمرة
الحركة اللافاعلة المستمرة (بالإنجليزية: Continuous passive motion (CPM))‏ وهو جهاز يستخدم في المراحل الأولى من التأهيل و العلاج الطبيعي بعد العمليات الجراحية للأنسجة الرخوة أو الإصابات أهداف المراحل الأولى من التأهيل هي: تخفيف ألم ما بعد العمليى الجراحية، و تقليل الإلتهاب و تحسين الحركة اللافاعلة بدرجات معينة، مع حماية أستشفاء الأنسجة. و يقول جهاز الحركة اللافاعلة المستمرة بالتحكم بحركة المفصل في حدود نطاق الحركة المحدد بناء على المفصل و في معظم الحالات يتم زيادتها تدريجيا مع مرور الوقت.
يستخدم جهاز الحركة اللافاعلة المستمرة أو CPM بعد عدة اجرائات جراحية مثل عملية استبدال مفصل الركبة و عملية ترميم الرباط الصليبي الأمامي ويساعد على تحسين الحركة بعد العملية، و تساعد حركة المفصل في زيادة حركة السائل الزلالي مما يسمح بإنتشار أفضل للمادة المغذية للغضروف المتضرر، و انتشار المواد الأخرى مثل الدم و نواتج الأيض، كما يساعد على منع تكون الالتصاقات أو ندبات النسيج الليفي في المفصل التي قد تتسبب في محدودية حركة المفصل في وقت لاحق وقد تم شرح هذا المفهوم لأول مره بواسطة جراح العظام الكندي روبرت سولتر عام 1970 وتم اختراع الجهاز بمساعدة المهندس جون سارنجر سنة 1978.